# Liste des maires de Rouen
Pour un article plus général, voir Rouen.
Le premier maire de Rouen fut Barthélémy Fergant, premier magistrat de la ville à plusieurs reprises entre 1177 et 1182.
Entre les XIIe et XIVe siècles, la fonction de maire a été occupée par plusieurs titulaires dont l'identité complète demeure encore incertaine de nos jours. À partir de cette époque, toutefois, quelques illustres Rouennais, comme Martin des Essars, le poète Jacques Le Lieur ou l'archevêque Eudes Clément, ont été désignés pour gérer les affaires municipales.
Par le passé, la ville a été administrée par des hommes politiques qui, forts de leur ancrage local, ont laissé leur empreinte sur la « Ville aux cent clochers », tels qu'Henry Barbet ou Charles Verdrel, respectivement maires de la ville de 1830 à 1847 et de 1858 à 1868. Le premier, initiateur du système éponyme, a promu une politique sociale remettant les pauvres et les assistés au travail tandis que le second s'est fait le maître d'œuvre d'un plan d'urbanisation ayant transformé Rouen.
À partir du XXe siècle, la ville de Rouen a eu pour maires trois personnalités, de bords politiques différents, ayant détenu des fonctions gouvernementales au cours de leur mandat municipal ou à l'issue de celui-ci : le républicain indépendant Jacques Chastellain, le centriste Jean Lecanuet et, plus récemment, la socialiste Valérie Fourneyron.

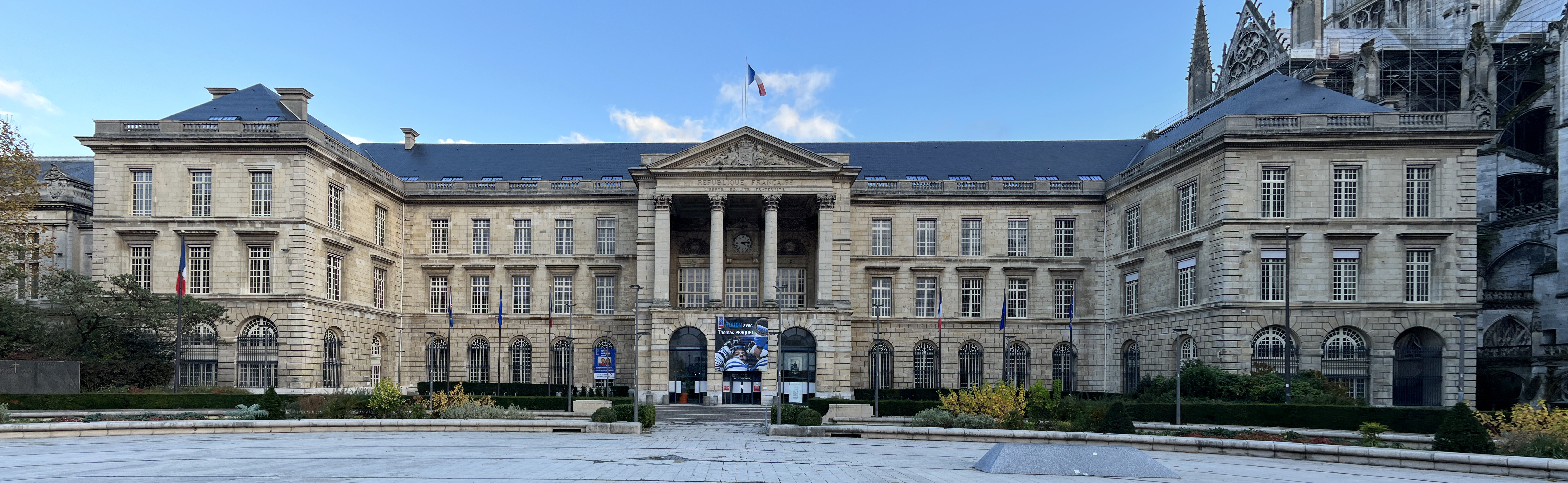
L'hôtel de ville de Rouen.

Depuis le 3 juillet 2020, l'actuel maire est Nicolas Mayer-Rossignol.

## XIIesiècle
| Période        | Identité                   | Parti | Qualité               |
| -------------- | -------------------------- | ----- | --------------------- |
| 1177 1179-1180 | Barthélémy Fergant         |       |                       |
| 1181           | Robert du Châtel           |       |                       |
| 1182           | Barthélémy Fergant         |       |                       |
| 1186           | Jean Fessart               |       |                       |
| 1189           | Lucas du Donjon            |       |                       |
| 1190           | Durand de la Porte-Turende |       |                       |
| 1194           | Lucas du Donjon            |       |                       |
| 1195           | Mathieu Le Gros            |       |                       |
| 1198           | Raoul de Cailli            |       |                       |
| 1199-1200      | Mathieu Le Gros            |       | Sieur d'Heudebouville |

## XIIIesiècle
| Période   | Identité                                                  | Parti | Qualité |
| --------- | --------------------------------------------------------- | ----- | ------- |
| 1200-1202 | Raoul Groignet                                            |       |         |
| 1202-1203 | Raoul de Cotevrard                                        |       |         |
| 1203-1204 | Robert de Malpalu                                         |       |         |
| 1204-1205 | Enard ou Evrard de la Rive                                |       |         |
| 1205-1206 | Nicolas de Dieppe                                         |       |         |
| 1206-1207 | Jean Luce                                                 |       |         |
| 1207-1208 | Nicolas de Dieppe                                         |       |         |
| 1208-1209 | Silvestre Le Changeur                                     |       |         |
| 1210-1212 | Jean Luce                                                 |       |         |
| 1212-1213 | Odard de Sahurs                                           |       |         |
| 1213-1218 | Jean Luce                                                 |       |         |
| 1218-1219 | Geoffroi Trenteguerons                                    |       |         |
| 1219-1220 | Nicolas Pigache                                           |       |         |
| 1220-1221 | Robert du Chatel                                          |       |         |
| 1221-1222 | Jean Fessart                                              |       |         |
| 1222-1223 | Pierre de Quevilly                                        |       |         |
| 1223-1224 | Raoul de Boes ou du Bosc                                  |       |         |
| 1224-1225 | Guillaume de Cailly                                       |       |         |
| 1225-1227 | Jean de Caudebec                                          |       |         |
| 1227-1228 | Roger, fils d’Agnès                                       |       |         |
| 1228-1229 | Laurent du Long                                           |       |         |
| 1229-1230 | Robert du Chatel                                          |       |         |
| 1230-1231 | Nicaise de Carville                                       |       |         |
| 1231-1232 | Isembert de Long-Vieux                                    |       |         |
| 1232-1233 | Geoffroi Gigan                                            |       |         |
| 1233-1234 | Marc Le Gablier                                           |       |         |
| 1233-1234 | Geoffroi du Val-Richer                                    |       |         |
| 1234-1235 | Raoul Amiot                                               |       |         |
| 1235-1236 | Enguerrand Filleul                                        |       |         |
| 1238-1239 | Nicaise de Carville                                       |       |         |
| 1239-1240 | Nicolas Giboin                                            |       |         |
| 1239-1240 | Robert, fils d’Alain                                      |       |         |
| 1240-1241 | Frehier du Neumarché                                      |       |         |
| 1241-1242 | Geoffroi Gigan                                            |       |         |
| 1242-1243 | Vincent Hurtet                                            |       |         |
| 1243-1244 | Raoul Moustarde                                           |       |         |
| 1244-1246 | André dit Le Vicomte                                      |       |         |
| 1245-1246 | Jean Le Vicomte                                           |       |         |
| 1246-1247 | Frehier du Neumarché                                      |       |         |
| 1248-1249 | Pierre, fils de Michel                                    |       |         |
| 1249-1250 | Nicolas de Dieppe                                         |       |         |
| 1250-1252 | Geoffroi du Val-Richer                                    |       |         |
| 1252-1253 | Geoffroi Gigan                                            |       |         |
| 1253-1254 | Raoul Moustarde                                           |       |         |
| 1254-1255 | Philippe d’Orléans                                        |       |         |
| 1255-1256 | Jean Pigache                                              |       |         |
| 1256-1257 | Geoffroi du Val-Richer                                    |       |         |
| 1259-1260 | Guillaume de Gisors                                       |       |         |
| 1260-1261 | Nicolas Fessart                                           |       |         |
| 1263-1264 | Vincent du Val-Richer                                     |       |         |
| 1264-1265 | Guillaume de Batencourt ou Betencourt                     |       |         |
| 1265-1266 | Frehier du Neumarché, Guillaume du Grosset ou de Croisset |       |         |
| 1266-1267 | Bertin du Chatel                                          |       |         |
| 1267-1268 | Durand Filleul                                            |       |         |
| 1268-1269 | Jean du Change                                            |       |         |
| 1269-1270 | Jean de Saint-Léonard                                     |       |         |
| 1270-1271 | Nicolas Naguet                                            |       |         |
| 1271-1272 | Marc Le Gablier                                           |       |         |
| 1272-1273 | Jean Pigache                                              |       |         |
| 1274-1275 | Guillaume de Gisors                                       |       |         |
| 1276-1277 | Jean du Change                                            |       |         |
| 1279-1280 | Nicolas Naguet                                            |       |         |
| 1280-1281 | Durand Filleul                                            |       |         |
| 1281-1282 | Pierre de Carville                                        |       |         |
| 1282-1283 | Jean Orbec                                                |       |         |
| 1282-1283 | Jacques Le François                                       |       |         |
| 1283-1284 | Mathieu de la Ferrière                                    |       |         |
| 1284-1285 | Jean de Saint-Léonard                                     |       |         |
| 1285-1286 | Jacques du Châtel                                         |       |         |
| 1286-1287 | Thomas Naguet                                             |       |         |
| fin 1287  | Mathieu de la Ferrière                                    |       |         |
| 1287-1288 | Jacques du Châtel                                         |       |         |
| 1288-1289 | Robert du Châtel                                          |       |         |
| 1289-1290 | Guillaume de Saint-Léonard                                |       |         |
| 1290-1291 | Jean Naguet                                               |       |         |
| fin 1291  | Thomas Naguet                                             |       |         |
| 1291-1292 | Jean Filleul                                              |       |         |
| 1292-1293 | Geoffroy Avisse                                           |       |         |
| 1295-1296 | Pierre de Carville                                        |       |         |
| 1296-1298 | Jacques du Châtel                                         |       |         |
| 1298-1299 | Robert du Châtel                                          |       |         |
| 1299-1300 | Jean Loquetier                                            |       |         |
| 1300-1301 | Nicolas d’Orbec                                           |       |         |

## XIVesiècle
| Période   | Identité                          | Parti | Qualité |
| --------- | --------------------------------- | ----- | --- |
| 1301-1302 | Guillaume de Saint-Léonard        |       | |
| 1302-1303 | Pierre de Carville                |       | |
| 1303-1304 | Jacques du Chatel                 |       | |
| 1304-1305 | Vincent du Chatel                 |       | |
| 1305-1306 | Jean de la Porte                  |       | |
| 1306-1307 | Robert du Chatel                  |       | |
| 1307-1308 | Guillaume de Saint-Léonard        |       | |
| 1307-1308 | Nicolas d’Orbec                   |       | |
| 1308-1309 | Raoul Filleul                     |       | |
| 1309-1310 | Martin des Essars                 |       | Conseiller de Philippe IV le Bel |
| 1310-1311 | Jean Cabot                        |       | |
| 1311-1312 | Jacques du Chatel                 |       | |
| 1312-1313 | Jean Cabot                        |       | |
| 1313-1314 | Guillaume de Launoy               |       | |
| 1314-1315 | Vincent Michel                    |       | |
| 1315-1319 | Vincent du Chatel                 |       | |
| 1319-1320 | Jean Cabot                        |       | |
| 1320-1321 | Guerout de Maromme                |       | |
| 1321-1322 | Guillaume des Essarts             |       | |
| 1322-1323 | Jean Potel                        |       | |
| 1323-1324 | Jean de la Porte                  |       | |
| 1324-1325 | Vincent du Chatel                 |       | |
| 1325-1326 | Jean de Saint-Léonard             |       | |
| 1326-1327 | Jean de la Ferrière               |       | |
| 1327-1328 | Jean Cabot                        |       | |
| 1328-1329 | Vincent d’Orbec                   |       | |
| 1329-1330 | Godefroy Lallemant                |       | |
| 1330-1331 | Jean de Carville                  |       | |
| 1331-1332 | Jean Fileul                       |       | |
| 1332-1333 | Jean Naguet                       |       | |
| 1333-1334 | Guillaume des Essarts             |       | |
| 1334-1337 | Robert du Chatel                  |       | |
| 1337-1338 | Jean Cabot                        |       | |
| 1338-1339 | Godefroy Lallemant                |       | |
| 1339-1340 | Robert de Launoy                  |       | |
| 1340-1341 | Jean Filleul                      |       | |
| 1341-1342 | Roger Mustel                      |       | |
| 1342-1343 | Guillaume Le Grand                |       | |
| 1343-1344 | Jean Lefebvre                     |       | |
| 1344-1345 | Jacques Barré                     |       | |
| 1345-1346 | Thomas Dubosc                     |       | |
| 1346-1347 | Jean Cabot                        |       | |
| 1347-1348 | Vincent du Val-Richer             |       | |
| 1348-1349 | Robert d'Allorge                  |       | |
| 1349-1350 | Robert Lemaistre                  |       | |
| 1350-1351 | Simon du Bosc                     |       | |
| 1351-1352 | Roger Mustel                      |       | |
| 1352-1353 | Amaury Filleul                    |       | Seigneur de Freneuse |
| 1353-1354 | Jean Lefebvre                     |       | |
| 1354-1355 | Jacques du Chatel                 |       | |
| 1355-1356 | Jean Mustel                       |       | |
| 1356-1357 | Guillaume de Sihierville          |       | |
| 1357-1358 | Jacques Le Lieur                  |       | Un des capitaines des châteaux de Rouen en 1358 Gouverneur du fort Sainte-Catherine Grand-maître des Eaux et Forêts de Normandie Chevalier. |
| 1358-1359 | Jean d'Orléans                    |       | |
| 1359-1360 | Antheaulme de Maromme             |       | |
| 1360-1361 | Guillaume Le Grand                |       | |
| 1361-1362 | Gilles Daniel                     |       | |
| 1362-1363 | Symon du Broc                     |       | |
| 1363-1364 | Jacques Filleul                   |       | |
| 1364-1365 | Nicole Le Couete                  |       | |
| 1365-1366 | Pierre de la Ferrière             |       | |
| 1366-1367 | Jean Filleul                      |       | |
| 1367-1368 | François Torel                    |       | |
| 1368-1369 | Godefroy (ou Geoffroy) du Réaulme |       | |
| 1369-1372 | Eudes Clément                     |       | |
| 1372-1373 | Robert d'Alorge                   |       | |
| 1373-1374 | Roger Louvet                      |       | |
| 1374-1375 | Jean de Gisors                    |       | |
| 1375-1376 | Guillaume d'Alorge                |       | |
| 1376-1378 | Jehan Le Treffilier               |       | Capitaine de la ville |
| 1378-1380 | Pierre de la Ferrière             |       | |
| 1380-1381 | Guerout de Maromme                |       | |
| 1381-1382 | Robert des Champs                 |       | Capitaine de Rouen, seigneur de Tourville                                                                                                   |

La Commune est abolie en avril 1382, suivant une ordonnance de Charles VI. Les affaires de la ville sont jusqu'en 1692 dirigées par 6 conseillers-échevins: 2 anciens et 4 nouveaux.

## XVIIesiècle
Le roi crée à la fin de l'année 1692 des offices de maire dans toutes les villes du royaume.
| Période                 | Identité       | Parti | Qualité                                                         |
| ----------------------- | -------------- | ----- | --------------------------------------------------------------- |
| octobre 1692 - mai 1693 | Claude Boutren |       | Premier échevin, sieur de Corneville                            |
| 1693 - 1er février 1695 | Jacques Brunel |       | seigneur du Quesnay, procureur du roi au bailliage et présidial |

Le roi, par un arrêt du 1er février 1695, déclare nulles toutes les commissions de maire. Les lettres patentes qui établissent la mairie de Rouen datent de juin 1695.
| Période     | Identité              | Parti | Qualité                                                          |
| ----------- | --------------------- | ----- | ---------------------------------------------------------------- |
| 1695 - 1698 | Marc-Antoine Hellouin |       | Premier avocat du roi au Parlement de Rouen, seigneur de Ménibus |
| 1698 - 1701 | Raoul de Mouchy       |       | Seigneur de Moisemons                                            |

## XVIIIesiècle
| Portrait | Période                         | Identité                              | Parti | Qualité                                                                                  |
| -------- | ------------------------------- | ------------------------------------- | ----- | ---------------------------------------------------------------------------------------- |
|          | 1701 - 1704                     | Louis Baudouin                        |       | Sieur de Talvenne                                                                        |
|          | 1704 - 1707                     | Charles Baudry                        |       | Conseiller au Parlement, seigneur d'Imbleville                                           |
|          | 1707 - 1710                     | François Le Cordier de Bigars         |       | Seigneur et marquis de la Londe                                                          |
|          | 1710 - 1713                     | Jean-Baptiste Guillot de la Houssaye  |       | Armateur, sieur de Fourmetot                                                             |
|          | 1713 - 1716                     | Michel de Baumer                      |       | Conseiller de la Cour des comptes, aides et finances                                     |
|          | 1716 - 1719                     | Léonor du Bosc                        |       | Seigneur de Radepont                                                                     |
|          | 1719 - 1722                     | Jean Jacques Mouchard                 |       | Secrétaire du roi                                                                        |
|          | 1722 - 1725                     | Jean François Hubert                  |       | Conseiller au Parlement                                                                  |
|          | 1725 - 1728                     | Charles de Houdetot                   |       | Comte de Houdetot                                                                        |
|          | 1728 -                          | Jacques Etienne de la Rue             |       | seigneur de Fourmetot et de Beaumont, secrétaire du roi                                  |
|          | 1731 -                          | Jacques Charles Coquerel du Rozay     |       |                                                                                          |
|          | 1734 -                          | Michel Gabriel de Boniface            |       |                                                                                          |
|          | 1737 -                          | Daniel Bouette                        |       | seigneur de Pissy-les-Rouen, patron de Ricarville, capitaine des bourgeois de Rouen      |
|          | 1740 -                          | Jacques Pigou                         |       |                                                                                          |
|          | 1743 -                          | Henri Eustache de Saint-Pierre        |       |                                                                                          |
|          | 1746 -                          | Philippe Deschamps                    |       |                                                                                          |
|          | 1749                            | Jean Georges de Cavelande             |       | Conseiller à la cour des comptes, aides et finances de Normandie, seigneur de Caudemuche |
|          | 1752                            | Antoine de Gaugy                      |       | Seigneur de la Roseraie                                                                  |
|          | 1755                            | Étienne Nicolas André Marye           |       |                                                                                          |
|          | 1758                            | Nicolas Laurent de la Bunaudière      |       |                                                                                          |
|          | 1761                            | Léon Thomas Duval de Lescaude         |       |                                                                                          |
|          | 1764                            | Antoine Le Couteulx de La Noraye      |       |                                                                                          |
|          | 1769                            | Jean-Louis Gallois de Maquerville     |       |                                                                                          |
|          | 1770                            | André-Michel du Poerier               |       |                                                                                          |
|          | 1774 - 1776                     | Antoine Le Couteulx de Verclives      |       | Négociant, financier et armateur négrier                                                 |
|          | 1776 - 1779                     | Jacques de Lannoy de Bellegarde       |       | Parlementaire                                                                            |
|          | 1779 - 1782                     | Nicolas Alexandre Bigot de Sommesnil  |       | Seigneur de Sommesnil                                                                    |
|          | 1782                            | Richard-Gontran Lallemant             |       | Imprimeur-libraire                                                                       |
|          | 1785                            | Jean-Baptiste Duperré du Veneur       |       | Maître à la Cour des comptes, aides et finances                                          |
|          | 1788                            | Charles-Guillaume du Bosc de Radepont |       | Comte de Radepont                                                                        |
|          | 4 mars 1790 - 1791              | Pierre Le Pelletier d'Estouteville    |       |                                                                                          |
|          | novembre 1791 - novembre 1792   | Pierre Nicolas de Fontenay            |       | Négociant                                                                                |
|          | décembre 1792 - 27 octobre 1793 | Charles Rondeaux de Montbray          |       | Fabricant                                                                                |
|          | octobre 1793 - novembre 1793    | Pierre Nicolas de Fontenay            |       | Négociant                                                                                |
|          | 1793 - 1794                     | Jean-Pierre Pillon                    |       |                                                                                          |
|          | 1794 - 1795                     | Le Boucher du Tronché                 |       | Avocat                                                                                   |
|          | 1795                            | Brémontier                            |       | Négociant                                                                                |
|          | 1795                            | G. A. Lequesne (fils)                 |       | Administrateur de l'Hôpital général                                                      |
|          | 1795                            | Ignace Casimir Goube                  |       | Avocat                                                                                   |

À partir du 25 brumaire an IV (16 novembre 1795) jusqu'au 10 prairial an VIII (30 mai 1800), la commune est dirigée par des présidents de l'administration municipale.
| Période     | Identité                    | Parti | Qualité   |
| ----------- | --------------------------- | ----- | --------- |
| 1795 - 1797 | Louis Lézurier de La Martel |       | Négociant |
| 1797        | Huger                       |       |           |
| 1797 - 1798 | Beauvais                    |       |           |
| 1798 - 1800 | Lelièvre fils               |       |           |

## XIXesiècle
| Portrait | Période                               | Identité                                  | Parti | Qualité                                                 |
| -------- | ------------------------------------- | ----------------------------------------- | ----- | ------------------------------------------------------- |
|          | 30 mai 1800 - 2 mai 1804              | Pierre Nicolas de Fontenay                |       | Négociant                                               |
|          | 2 mai 1804 - 9 février 1812           | Pierre Prosper Demadières                 |       | Négociant                                               |
|          | 9 février 1812 - 21 mars 1812         | Rémy Taillefesse                          |       | Pharmacien                                              |
|          | 21 mars 1812 - 25 mars 1813           | Alexandre Hellot                          |       |                                                         |
|          | 25 mars 1813 - 1er mai 1815           | Louis Lézurier de la Martel               |       | Négociant                                               |
|          | 5 mai 1815 - 10 juillet 1815          | Jean-Baptiste Curmer                      |       | Négociant                                               |
|          | 13 juillet 1815 - 24 juillet 1815     | Vincent Prosper Ribard                    |       | Négociant                                               |
|          | 24 juillet 1815 - 29 novembre 1815    | Louis Lézurier de la Martel               |       | Négociant                                               |
|          | 29 novembre 1815 - 6 avril 1818       | Vincent Prosper Ribard                    |       | Négociant                                               |
|          | 6 avril 1818 - 31 juillet 1821        | Charles Louis Élie Lefebvre               |       | Négociant                                               |
|          | 31 juillet 1821 - 2 juillet 1830      | Adrien Charles Deshommets de Martainville |       |                                                         |
|          | 16 août 1830 - 14 juillet 1847        | Henry Barbet                              |       | Filateur                                                |
|          | 14 juillet 1847 - 28 février 1848     | Ambroise Fleury                           |       | Architecte                                              |
|          | 8 mars 1848 - 2 mai 1848              | Pierre Alexandre Le Balleur-Villiers      |       | maire provisoire pendant l'"affaire de Rouen" magistrat |
|          | 4 mai 1848 - 16 août 1848             | Pierre Sénateur Bobée                     |       | maire provisoire                                        |
|          | 16 août 1848 - 21 décembre 1857       | Ambroise Fleury                           |       | Architecte                                              |
|          | 22 décembre 1857 - 3 mars 1858        | Guillaume Ferry                           |       | Négociant                                               |
|          | 3 mars 1858 - 12 novembre 1868        | Charles Verdrel                           |       | Négociant                                               |
|          | 12 novembre 1868 - 1er septembre 1870 | Victor Rolet                              |       | Négociant                                               |
|          | 4 septembre 1870 - 13 octobre 1876    | Étienne Nétien                            |       | Négociant                                               |
|          | 13 octobre 1876 - 22 janvier 1881     | Alexandre Barrabé                         |       | Notaire                                                 |
|          | 23 janvier 1881 - 19 novembre 1881    | Charles Dieutre                           |       | Avoué                                                   |
|          | 19 novembre 1881 - 14 janvier 1886    | Louis Ricard                              |       | Avocat                                                  |
|          | 14 janvier 1886 - 26 février 1886     | Gustave Leroy-Petit                       |       |                                                         |
|          | 26 février 1886 - 18 mai 1888         | Maurice Lebon                             |       | Avocat                                                  |
|          | 18 mai 1888 - 2 mai 1890              | Charles Dieutre                           |       | Avoué                                                   |
|          | 2 mai 1890 - 29 novembre 1893         | Valérius Leteurtre                        |       |                                                         |
|          | 29 décembre 1893 - 27 mai 1898        | Théophile Laurent                         |       | Avoué                                                   |
|          | 27 mai 1898 - 30 mai 1902             | Marcel Cartier                            |       |                                                         |

## XXesiècle
| | Portrait | Nom                             | Début du mandat | Fin du mandat     | Appartenance politique  | Notes |
| --- | -------- | ------------------------------- | --------------- | ----------------- | ----------------------- | --- |
| |          | Auguste Leblond (1856-1934)     | 30 mai 1902     | 12 juillet 1914   | Modéré                  | Ce capitaine d'industrie introduit les fameuses poubelles du début du XXe siècle à Rouen tout en faisant construire une usine d'incinération des ordures ménagères. Réélu en 1908, il préside les fastueuses cérémonies du Millénaire normand en 1911. Il démissionne quelques jours avant le début de la Première Guerre mondiale. |
| |          | Lucien Valin (1867-1923)        | 12 juillet 1914 | 4 août 1914       | Modéré                  | Mobilisé au sein du 43e régiment d'artillerie dès les premières heures de la Première Guerre mondiale, il délaisse son mandat. |
| Entre le 4 août 1914 et le 3 janvier 1919, le premier adjoint Jean-Baptiste Morel assure la fonction de maire à titre provisoire.                |          |                                 |                 |                   |                         | |
| |          | Lucien Valin (1867-1923)        | 3 janvier 1919  | 21 avril 1922     | Modéré                  | Après le conflit, Valin retrouve la fonction de maire. À ce poste, il participe à la création du musée Le Secq des Tournelles et gère le transfert de la bibliothèque municipale des archives anciennes à l'hôtel de ville. Il se retire ensuite de la vie politique. |
| Entre le 21 avril et le 3 novembre 1922, le premier adjoint Arsène Néel assure l'intérim à la mairie après la démission de Lucien Valin.         |          |                                 |                 |                   |                         | |
| |          | Louis Dubreuil (1873-1943)      | 3 novembre 1922 | 24 avril 1928     | Fédération républicaine | Introduit dans les milieux intellectuels de la cité normande, il voit son mandat marqué par l'important incendie de l'hôtel de ville en 1926. Personnellement mis en cause par ses opposants, il démissionne deux ans plus tard après les élections législatives. |
| |          | Alfred Cerné (1856-1937)        | 24 avril 1928   | 17 mai 1929       | Fédération républicaine | Premier adjoint de Dubreuil, il lui succède comme maire. C'est sous son mandat qu'est inaugurée la « gare de la Rue verte » en 1928. Défait lors des élections municipales de 1929 en dépit de ses qualités d'administrateur, il consacre sa retraite à la rédaction de travaux d'érudition portant sur l'histoire de sa ville. |
| |          | Georges Métayer (1869-1945)     | 17 mai 1929     | 17 mai 1935       | Radical                 | Après plusieurs années passées dans l'opposition municipale, le chef des radicaux s'installe dans le fauteuil de maire. Il préside à ce titre les grandes célébrations du cinquième centenaire de la mort de Jeanne d'Arc en 1931 pour lequel il a commandé l'embellissement de la ville. Élu député de Seine-Inférieure l'année suivante, il préfère laisser la conduite des affaires municipales rouennaises à son premier adjoint Eugène Richard.                           |
| |          | Eugène Richard (1867-1935)      | 17 mai 1935     | 25 septembre 1935 | Radical                 | Auparavant premier adjoint de Georges Métayer chargé de l'instruction et des beaux-arts, il a notamment contribué à la préparation des festivités consacrées à Jeanne d'Arc. Il meurt quelques mois seulement après sa désignation comme maire. |
| Entre le 25 septembre et le 4 novembre 1935, le premier adjoint Gaston Le Batteux assure l'intérim à la mairie après la mort d'Eugène Richard.   |          |                                 |                 |                   |                         | |
| |          | Georges Métayer (1869-1945)     | 4 novembre 1935 | 9 juin 1940       | Radical                 | Il retrouve la fonction de maire après la mort soudaine d'Eugène Richard. Réélu député sous les couleurs du Front populaire malgré sa méfiance envers les communistes en 1936, il décide de cumuler ses mandats locaux et parlementaire. Après l'arrivée des Allemands sur le territoire français au mois de juin 1940, il quitte Rouen et délaisse définitivement ses attributions municipales au profit d'un de ses adjoints, Maurice Poissant.                              |
| |          | Maurice Poissant (1883-1969)    | 9 juin 1940     | 29 avril 1943     | Radical                 | Chargé d'expédier les affaires courantes alors que le territoire est occupé par les Allemands, il se voit confier des pouvoirs d'autorité non seulement sur Rouen mais aussi sur d'autres communes de la couronne rouennaise. Démissionnaire, il est arrêté par la Gestapo puis déporté au camp de Neuengamme en Allemagne. |
| Entre le 29 avril et le 31 mai 1943, le conseiller municipal Louis Née assure l'intérim à la mairie après la démission de Maurice Poissant.      |          |                                 |                 |                   |                         | |
| |          | René Stackler (1900-1984)       | 1er juin 1943   | 30 août 1944      |                         | Chargé d'assumer la fonction de maire par le gouvernement vichyste de Pierre Laval, il est destitué lors de la Libération. |
| |          | Guy Montier (1905-1995)         | 30 août 1944    | 18 mai 1945       |                         | Agréé, il est approché par les Résistants pour être le premier maire d'une ville libérée mais ravagée par le conflit. Sa désignation empêche ainsi la tutelle administrative des Alliés. Il se démet de sa charge quelques mois plus tard. |
| |          | Jacques Chastellain (1885-1965) | 18 mai 1945     | 6 mai 1958        | CNI                     | Armateur Député (1946 → 1955) Sous-secrétaire d'État à la Marine marchande (1949 → 1950) Ministre des Travaux publics, des Transports et du Tourisme (1950 → 1950 ; 1953 → 1954) Conseiller général de la Seine-Maritime (1949 → 1958) Président du conseil général de la Seine-Maritime (1952 → 1958) |
| |          | Bernard Tissot (1902-1968)      | 6 mai 1958      | 3 avril 1968      | CNI                     | Avoué Adjoint au maire de Rouen (1945 → 1958) |
| |          | Jean Lecanuet (1920-1993)       | 4 avril 1968    | 22 février 1993   | CD puis CDS-UDF         | Maître des requêtes au Conseil d'État Député (1951 → 1955 ; 1973 → 1974 ; 1986 → 1986) Sénateur (1959 → 1973 ; 1977 → 1986 ; 1986 → 1993) Premier adjoint au maire de Rouen (1965 → 1968) Président du conseil régional de Haute-Normandie (1974 → 1974) Président du conseil général de la Seine-Maritime (1974 → 1993) Garde des Sceaux, ministre de la Justice (1974 → 1976) Ministre d'État (1976 → 1977) Ministre du Plan et de l'Aménagement du territoire (1976 → 1977) |
| Entre le 22 février et le 8 mars 1993, la première adjointe Jeanine Bonvoisin (CDS) assure l'intérim à la mairie après la mort de Jean Lecanuet. |          |                                 |                 |                   |                         | |
| |          | François Gautier (né en 1940)   | 8 mars 1993     | 24 juin 1995      | CDS-UDF                 | Haut fonctionnaire Conseiller municipal d'Ablon-sur-Seine (1977 → 1989) Adjoint au maire de Rouen (1989 → 1993) Sénateur de la Seine-Maritime (1994 → 1995) |
| |          | Yvon Robert (né en 1949)        | 24 juin 1995    | 25 mars 2001      | PS                      | Haut fonctionnaire Adjoint au maire du Grand-Quevilly (1989 → 1995) Vice-président du SIVOM de l'agglomération de Rouen (1989 → 1995) Vice-président du district de l'agglomération de Rouen (1995 → 1999) Président de la communauté d'agglomération de Rouen (2000 → 2001) |

## XXIesiècle
| | Portrait | Nom                                  | Début du mandat | Fin du mandat  | Appartenance politique | Notes |
| --- | -------- | ------------------------------------ | --------------- | -------------- | ---------------------- | --- |
| |          | Pierre Albertini (né en 1944)        | 25 mars 2001    | 15 mars 2008   | UDF (jusqu'en 2007)    | Professeur de droit constititonnel Adjoint au maire de Mont-Saint-Aignan (1974 → 1980) Maire de Mont-Saint-Aignan (1980 → 2001) Député de la 2e circonscription de la Seine-Maritime (1993 → 2007) Juge titulaire de la Haute Cour (2002 → 2007)                                                            |
| |          | Valérie Fourneyron (née en 1959)     | 15 mars 2008    | 27 juin 2012   | PS                     | Médecin du sport Adjointe au maire de Rouen (1995 → 1998) Première adjointe au maire de Rouen (1998 → 2001) Conseillère régionale de Haute-Normandie (1998 → 2007) Conseillère générale de la Seine-Maritime (2004 → 2008) Députée de la 1re circonscription de la Seine-Maritime (2007 → 2017)             |
| Entre le 27 juin et le 6 juillet 2012, le premier adjoint Yvon Robert assure l'intérim à la mairie après la démission de Valérie Fourneyron. |          |                                      |                 |                |                        | |
| |          | Yvon Robert (né en 1949)             | 6 juillet 2012  | 3 juillet 2020 | PS                     | Haut fonctionnaire Maire de Rouen (1995 → 2001) Conseiller général de la Seine-Maritime (2004 → 2011) Vice-président du conseil général de la Seine-Maritime (2004 → 2011) Premier adjoint à la maire de Rouen (2008 → 2012) Président de la Métropole Rouen-Normandie (2019 → 2020)                        |
| |          | Nicolas Mayer-Rossignol (né en 1977) | 3 juillet 2020  | en fonction    | PS                     | Ingénieur des mines Conseiller régional de Haute-Normandie (2010 → 2015) Président du conseil régional de Haute-Normandie (2013 → 2015) Conseiller régional de Normandie (2016 → 2021) Président de la Métropole Rouen-Normandie (depuis 2020) Premier secrétaire délégué du Parti socialiste (depuis 2023) |

## Odonymie
Plusieurs voies publiques ont été nommées en hommage à d'anciens maire de Rouen :
- l'avenue Georges-Métayer ;
- l'avenue Jacques-Chastellain ;
- la place Bernard-Tissot ;
- la rue Jean-Lecanuet.

## Compléments